# يانيس سكريديليس
يانيس سكريديليس Jānis Skredelis (29 ديسمبر 1939 - 27 يونيو 2019) مدرب ولاعب لكرة القدم من لاتفيا. أدار سكريديليس فريق الدوري السوفيتي الأول داوجافا ريجا خلال الثمانينيات. 

## روابط خارجية
- مقابلة مع جانيس سكريديليس لـ سبورت اكسبريس